# Provinciale weg 219
De provinciale weg 219 (N219) is een provinciale weg in de provincie Zuid-Holland. De weg vormt een verbinding tussen Capelle aan den IJssel en de N453 ten zuidwesten van Waddinxveen. Tussen Nieuwerkerk aan den IJssel en de Rotterdamse nieuwbouwwijk Nesselande heeft de weg een aansluiting op de A20 richting Rotterdam en Gouda. Tussen Zevenhuizen en Waddinxveen heeft de weg een aansluiting op de A12 richting Den Haag en Gouda.
De weg is uitgevoerd als tweestrooks-gebiedsontsluitingsweg met buiten de bebouwde kom een maximumsnelheid van 80 km/h. In de gemeente Zuidplas draagt de weg de straatnamen Schielandweg, Eerste Tochtweg en Zuidplasweg.

## Geschiedenis
De weg ligt gedeeltelijk op het oude tracé van de spoorlijn Utrecht - Rotterdam. Het voormalige stationsgebouw van Nieuwerkerk, tegenwoordig een restaurant, herinnert hieraan. In 1953 werd de spoorlijn verlegd naar het huidige tracé Nieuwerkerk aan den IJssel - Rotterdam Noord. Op het oude tracé station Rotterdam Maas - Nieuwerkerk a/d IJssel werden de Maasboulevard en de N219 aangelegd.

## Wegbeheer
De provincie Zuid-Holland is verantwoordelijk voor het beheer van het wegvak tussen Capelle aan den IJssel en Waddinxveen. Het gedeelte binnen de bebouwde kom van Capelle aan den IJssel wordt beheerd door de gelijknamige gemeente en is sinds 2012 geen onderdeel meer van de N219.

## Nieuw tracé
In maart 2008 is in opdracht van de provincie Zuid-Holland gestart met de aanleg van een omleidingsweg ten oosten van de kern Zevenhuizen richting de A12. Tegelijkertijd is in opdracht van Rijkswaterstaat gestart met de aanleg van een nieuwe aansluiting op de A12. Deze aansluiting is op 31 maart 2010 volledig in gebruik gesteld en vervangt de aansluitingen Zevenhuizen (afrit 9) en Waddinxveen (afrit 10). Op 8 april 2010 is de omleidingsweg Zevenhuizen officieel geopend en is de oude aansluiting van de N219 op de A12 opgeheven.
Ter vervanging van de verbinding tussen Waddinxveen en de A12 heeft de N219 een aansluiting gekregen op de N453.